# Nature morte au paon
La Nature morte au paon est un tableau d'Alexandre-François Desportes réalisé en 1714. Cette huile sur toile est conservée au musée des Beaux-Arts de Lyon.

## Histoire
L'œuvre a été réalisée avec l'objectif d'orner l'hôtel du duc d'Antin à Paris, directeur des bâtiments du roi, et constituait le pendant d'une autre nature morte, Gibier, fruits et chien devant une balustrade, actuellement conservé au musée des Beaux-Arts d'Angers.

## Description
Cette scène combine plusieurs styles picturaux : animaux orientaux, nature morte, paysage et sculpture. Au premier plan, un petit singe assis la gueule ouverte touche une grappe de raisins, tandis que différents fruits (pommes, raisin) jonchent le sol. Une balustrade traversant la composition dans toute la longueur arbore de riches bas-reliefs et est recouverte sur la gauche d'une épaisse draperie de couleur bordeaux. Un imposant paon au centre avec un panier rempli de raisins devant lui, et un ara au bec ouvert, sont juchés sur le rebord de cette balustrade, regardant en direction du spectateur. À l'arrière-plan, deux solides colonnes avec leur socle sont visibles sur la gauche, tandis qu'une construction antique, dominée par un personnage contemplant la scène depuis le sommet de celle-ci, comble la partie droite. Souvent interprétée comme une allégorie des cinq sens, cette œuvre atteste de l'influence de l'École nordique sur Desportes.
Ce tableau constitue un don de l'État en date de 1799.